# Eggplant Wizard
Eggplant Wizard, o el hechicero berenjena, es un personaje del mundo de Kid Icarus, de Nintendo, el cual tiene la extraña gracia de disparar berenjenas a sus oponentes.
Aquel personaje nació de la extraña idea del creador de Mr. Game & Watch y sus portátiles, Gunpei Yokoi. Más que nada, al profundizar esta idea está más relacionada con la comedia, le personaje es considerado un villano absurdo que suele aparecer a veces durante el viaje de Pit.
Morado y con grandes labios, de un solo ojo, viste una capa morada.

## Apariciones
Solo se ha visto en el videojuego de Kid Icarus como personaje no elegible, pero también como Sticker en Super Smash Bros. Brawl. En la televisión, apareció en otras sintonías como Captain N: The Game Master, de villano, en la serie de televisión de los 80'. También aparece como demonio que te quita la energía en la saga de Adventure Island y es el jefe final de la cuarta entrega de dicho juego.
- Datos: Q5820357